# 伯南町
伯南町（はくなんちょう）は、かつて鳥取県日野郡にあった町で、1955年（昭和30年）に日野上村と山上村が合併して誕生した。

## 地理
鳥取県の西部に位置した。
- 河川：日野川
- 山：宿祢山

### 隣接していた自治体
- 鳥取県
  - 日野郡 高宮村、多里村、石見村、福栄村、黒坂町

## 沿革
- 1955年（昭和30年）５月20日 - 日野郡日野上村と山上村が合併し伯南町が発足。
- 1959年（昭和34年）4月1日 - 日野郡伯南町・高宮村・多里村・石見村・福栄村が合併し日南町が発足。

## 行政
- 伯南町役場
- 伯南町役場（山上支所）

## 教育
1959年当時
高等学校
- 鳥取県立日野農林高等学校矢戸分校

中学校
- 伯南町立日野上中学校
- 伯南町立山上中学校

小学校
- 伯南町立日野上小学校
  - 伯南町立日野上小学校宮内分校
  - 伯南町立日野上小学校河上分校
  - 伯南町立日野上小学校生山分校
- 伯南町立山上小学校
  - 伯南町立山上小学校福万来分校

## 交通

### 鉄道路線
- 日本国有鉄道
  - 伯備線：生山駅